# إعلانات جوجل
تُعد إعلانات جوجل، والتي تُعرف أيضًا باسم جوجل أدز، منصةً للإعلانات الرقمية تتبع لشركة جوجل، وكانت تُعرف سابقًا باسم جوجل أدووردز. تمثل هذه الخدمة المصدر الرئيس لإيرادات الشركة، حيث بلغت عائداتها من الإعلانات نحو 28 مليار دولار أمريكي في عام 2010.
تعتمد المنصة على نظام الدفع لكل نقرة، والتكلفة لكل ألف ظهور، ويُستخدم هذا النظام في تنظيم الحملات الإعلانية واستهداف المستخدمين وفقًا لمواقعهم الجغرافية. ويمكن أن تظهر الإعلانات في شكل نصوص مكتوبة أو شعارات مرئية، وتُعرض ضمن نطاقات محلية، وإقليمية، ودولية.
وتتألف الإعلانات النصية القصيرة من عنوان لا يتجاوز 25 حرفًا، بالإضافة إلى سطرين إعلانيين لا يزيد كل منهما عن 35 حرفًا. وتُدار عمليات المبيعات والدعم من المقر الرئيس للشركة في ماونتن فيو كاليفورنيا، إلى جانب عدد من المكاتب الإقليمية الكبرى، من أبرزها مكتب آن أربور في ولاية ميشيغان.

## موقع
تمتلك شركة جوجل عددًا من المكاتب الرئيسة في الولايات المتحدة، ويُعد مقرها في ماونتن فيو بولاية كاليفورنيا المركز الإداري الأهم، حيث يضم قسم الهندسة والدعم الفني لخدمة إعلانات جوجل. كما يُعد مكتب الشركة في نيويورك من أكبر مكاتبها في البلاد من حيث عدد الموظفين.
وتسعى جوجل إلى إنشاء مكاتب مخصصة لدعم المجتمعات الرقمية وتنشيطها، بهدف تعزيز مكانتها الريادية في مجال الإعلان الرقمي وتوسيع حضورها المحلي.

## التاريخ

الشعار السابق لخدمة إعلانات أدوردز.

في عام 2000، أطلقت شركة جوجل خدمة “أدووردز” (AdWords)، حيث كانت جوجل تتولى إعداد وإدارة حملات المعلنين بشكل مباشر، وبعد ذلك أطلقت لاحقًا بوابة للخدمة الذاتية موجهة إلى الشركات الصغيرة التي ترغب في إدارة حملاتها الإعلانية بنفسها.
في عام 2005، أطلقت جوجل خدمة لإدارة الحملات الإعلانية تعرف باسم “Jumpstart”. في عام 2006، استحوذت جوجل على شركة الإعلانات الإذاعية dMarc Broadcasting.
في عام 2007، استحوذت جوجل على شركة “دبل كليك” (DoubleClick) مقابل 3.1 مليار دولار أمريكي، في صفقة استراتيجية وفرت لجوجل تقنيات متقدمة في تقديم الإعلانات الرقمية، بالإضافة إلى علاقات راسخة داخل القطاع الإعلاني. وقد وُصفت هذه الصفقة بأنها شكّلت التحول الأكبر لجوجل نحو الريادة في سوق الإعلانات الرقمية، لكنها أثارت في الوقت نفسه انتقادات رقابية وشكوكًا حول تأثيرها على المنافسة في السوق.
في عام 2008، أطلقت جوجل “تحدي التسويق الإلكتروني من جوجل” (تحدي التسويق عبر الإنترنت من جوجل)، وهو تمرين أكاديمي موجه لطلاب التعليم العالي يتيح لهم تطبيق مهارات التسويق الرقمي.
في عام 2018، قررت جوجل إنهاء العلامتين التجاريتين “دبل كليك” و”أدووردز” بهدف تبسيط واجهات الاستخدام للمعلنين والناشرين. وتمت إعادة تسمية المنتج الأساسي ليصبح “جوجل أدز” (إعلانات جوجل)، ليشمل الإعلانات على محرك بحث جوجل، ومنصة يوتيوب، ومتجر تطبيقات جوجل بلاي، وشبكة شركاء المواقع ضمن برنامج “أدسنس”.

## الوظائف الأساسية
يعتمد نظام إعلانات جوجل جزئيًا على ملفات تعريف الارتباط (الكوكيز)، وجزئيًا على الكلمات المفتاحية التي يحددها المعلنون. وتستخدم جوجل هذه العناصر لعرض الإعلانات على الصفحات التي يُحتمل أن تكون ذات صلة بمحتوى المستخدم.
في عام 2023، قدّمت جوجل واجهة برمجة التطبيقات “Topics API”، التي تتيح استهداف الإعلانات استنادًا إلى سجل التصفح المخزَّن في متصفح جوجل كروم.
يدفع المعلنون عندما ينقر المستخدمون على الإعلان.
يمكن تنفيذ الإعلانات محلياً أو وطنياً أو دولياً.
تحاكي إعلانات النص من جوجل نتائج البحث العادية على محرك البحث.
في 2016، كشفت جوجل عن إعلانات "عرض التسوق" التي تسمح لتجار التجزئة بعرض مجموعة من صور المنتجات ذات الصلة بعمليات البحث.
وفي مايو 2016، أعلنت جوجل عن إعلانات النص الموسعة التي تسمح بنسبة نص إضافي تبلغ 23%.
تتضمن شبكة العرض إعلانات صور بأحجام معيارية محددة من قبل مكتب الإعلان التفاعلي (IAB).
بجانب محرك البحث، يمكن للمعلنين عرض إعلاناتهم على شبكة شركاء جوجل الذين يحصلون على جزء من الإيرادات.
في 2024، قدمت إعلانات جوجل أدوات مدعومة بالذكاء الاصطناعي، منها "Ads Power Pair" التي تجمع بين البحث وأداء الأداء الأقصى لتحسين كفاءة الحملات.

### قيود المحتوى
تُعيِّن "حالة العائلة" للإعلان ("آمن للعائلة"، "غير آمن للعائلة"، أو "للبالغين فقط") من قبل مراجعي جوجل لتحديد الجمهور المناسب للإعلان والموقع الذي يمكن عرضه فيه.
في ديسمبر 2010، خففت جوجل قيودها على إعلانات بيع المشروبات الكحولية القوية، مما سمح بالإعلانات التي تروّج لبيع وترويج العلامات التجارية للمشروبات.
منذ يونيو 2007، حظرت جوجل إعلانات خدمات كتابة المقالات للطلاب، والتي حظيت بردود فعل إيجابية من الجامعات.
تختلف الكلمات المفتاحية المحظورة حسب البلد والنوع، مثل حظر كلمات متعلقة بالكحول في تايلاند وتركيا، والمقامرة في بولندا، والخدمات المتعلقة بالإجهاض في روسيا وأوكرانيا.
في مارس 2020، حظرت جوجل جميع كلمات إعلانات الأقنعة الطبية لمنع استغلال جائحة كورونا.

### التكلفة والدفع
عند إجراء بحث جوجل، تُجرى مزايدة فورية لتحديد الإعلانات التي ستظهر وموقعها على صفحة النتائج.
تعتمد تكلفة حملات إعلانات جوجل على عدة عوامل منها الحد الأقصى للدفع مقابل النقرة (CPC) وجودة الإعلان والصفحة المقصودة.
يمكن استخدام استراتيجيات مزايدة متقدمة للوصول إلى تكلفة محددة للإجراء (CPA)، لكنها ليست نموذجًا للتسعير الثابت.

### تتبع التحويلات
إلى جانب تتبع النقرات، تتيح خدمة إعلانات جوجل للمعلنين إمكانية مراقبة وتحليل تحويلات أخرى تحدث بعد النقر، مثل عمليات الشراء، التسجيلات، أو المكالمات. تُنفذ عملية تتبع التحويلات عبر إرسال معرف فريد إلى موقع المعلن ضمن عنوان URL كمعامل، يستخدمه المعلن لإرسال بيانات التحويل إلى إعلانات جوجل، مما يتيح ربط التحويل بالنقرة الأصلية لتوفير تقارير دقيقة. كما تسمح جوجل للمعلنين بتثبيت بكسل تتبع على مواقعهم الإلكترونية يقوم بإرسال بيانات التحويل مباشرة إلى حساب AdWords الخاص بهم، مما يساعد على استهداف الإعلانات بشكل أفضل لتحفيز التحويلات.
في معظم الحالات، تزود جوجل كل نقرة بمعرف فريد ضمن معامل “gclid”، الذي يتيح تحديد مصدر التحويل بدقة. وللامتثال لقيود التتبع على أجهزة آبل، تعتمد جوجل على معرفات مجهولة الهوية غير مرتبطة بأفراد محددين، تعرف باسم “wbraid” و”gbraid”. توفر إعلانات جوجل أيضًا إمكانية الإبلاغ عن عدد كبير من هذه التحويلات المجهولة من خلال تقنية “التحويلات النموذجية”، التي تجمع معلومات إضافية عن العملاء لتحديد المستخدم المناسب لنسب التحويل إليه.
يمكن دمج إعلانات جوجل مع خدمة جوجل أناليتكس, لتعزيز فعالية تتبع التحويلات وفهم أعمق لتفاعل المستخدمين عبر مختلف الأجهزة والمنصات.
أطلقت إعلانات جوجل ميزة "التحويلات المحسّنة" بهدف تحسين دقة قياس التحويلات.
في عام 2018، كشف تقرير نشرته صحيفة بلومبيرغ نيوز أن جَوْجَلَ دفعت ملايين الدولارات لشركة بطاقة ماستركارد للحصول على بيانات بطاقات الائتمان الخاصة بالمستخدمين، بهدف ربط الإعلانات الإلكترونية بالمشتريات التي تُجرى خارج الإنترنت. ولم تُعلن عن هذه الصفقة للجمهور.

## وضع الموافقة من جوجل
يمثل إطلاق "وضع الموافقة من جوجل" في عام 2020 محاولة من الشركة للتعامل مع التقاطع المعقد بين استراتيجيات الإعلانات الرقمية المكثفة والمعايير العالمية الصارمة لحماية خصوصية البيانات. تتيح هذه الميزة للمعلنين على منصة جوجل للإعلانات ضبط طريقة استخدام ملفات تعريف الارتباط استنادًا إلى موافقة المستخدم، وذلك استجابةً لتزايد التوقعات المتعلقة بالخصوصية والأطر القانونية مثل اللائحة العامة لحماية البيانات في الاتحاد الأوروبي.
ورغم أن جوجل تطرح "وضع الموافقة" كأداة تتيح للمعلنين الالتزام بقوانين الخصوصية مع تقليل تأثير ذلك على الإعلانات المستهدفة، فقد كانت فعاليته ومصداقيته في حماية خصوصية المستخدمين محل جدل. حيث يرى بعض النقّاد أن هذه الأداة تُظهر دعمًا ظاهريًا للامتثال، لكنها في الواقع تمكّن جوجل من الحفاظ على هيمنتها في سوق الإعلانات الرقمية من خلال توفير آلية تتعامل بشكل سطحي مع المخاوف المتعلقة بالخصوصية دون أن تُحدث تغييرًا جوهريًا في ممارسات جمع البيانات.
علاوة على ذلك، فإن إدخال ميزات متقدمة في النسخة الثانية من "وضع الموافقة" أواخر عام 2023، والتي تشمل تحكمًا أكثر تفصيلًا في استخدام البيانات ونمذجة التحويلات اعتمادًا على الذكاء الاصطناعي، يثير تساؤلات إضافية. تهدف هذه التحسينات إلى تقليل فقدان البيانات الناتج عن المستخدمين الذين يرفضون التتبع، وبالتالي الحفاظ على فعالية الإعلانات. ومع ذلك، فإنها تسلط الضوء أيضًا على التوتر المستمر بين حماية خصوصية المستخدمين ومتطلبات الأعمال في سوق الإعلانات الرقمية، مما يكشف عن التحديات الكبيرة في تحقيق توازن حقيقي بين الجانبين.
وفي هذا السياق، يمكن اعتبار "وضع الموافقة من جوجل" تكيفًا استراتيجيًا مع الضغوط التنظيمية، وفي الوقت ذاته جزءًا من توجه أوسع في الصناعة نحو ممارسات أكثر دقة في التعامل مع البيانات. ومع ذلك، تبقى درجة استفادة المستخدمين الفعلية من هذه التغييرات مقارنةً بالفائدة التي تعود أساسًا على المعلنين والمنصات مثل جوجل مسألة تستدعي المتابعة الدقيقة والتدقيق.

## التقنية
بدأ تطبيق نظام إعلانات جوجل في البداية اعتمادًا على محرك قواعد البيانات ماي إس كيو إل. وبعد إطلاق النظام، قررت الإدارة استخدام قاعدة بيانات أوراكل بدلًا من ذلك، إلا أن الأداء أصبح أبطأ بكثير، مما أدى في النهاية إلى العودة لاستخدام ماي إس كيو إل.
لاحقًا، طوّرت شركة جوجل قاعدة بيانات علائقية موزعة مخصصة تُعرف باسم "سبانر"، لتلبية احتياجات أعمالها في مجال الإعلانات. ويُوفر هذا النظام واجهة تشمل ميزات تحرير تشبه جداول البيانات، وتقارير استعلامات البحث، ومقاييس أداء التحويلات.

## الدعاوى القضائية
كانت إعلانات جوجل موضوعًا لعدد من الدعاوى القضائية المتعلقة بقانون العلامات التجارية (كما في قضيتي "جوجل ضد مصنع أمريكان بلايند وولبيبر" و"ريسكيوكوم ضد جوجل")، والاحتيال (كما في قضية "غودارد ضد جوجل")، والنقرات الاحتيالية.
في نيسان أبريل 2002، رفعت شركة "أوفرتشر سيرفيسز" دعوى قضائية ضد جوجل بتهمة انتهاك براءة اختراع تتعلق بخدمة إعلانات جوجل. وقد سُوّيت الدعوى في عام 2004 بعد أن استحوذت شركة "ياهو!" على أوفرتشر، حيث وافقت جوجل على إصدار 2.7 مليون سهم عادي لشركة ياهو! مقابل الحصول على ترخيص دائم لاستخدام البراءة.
في عام 2006، قامت جوجل بتسوية دعوى قضائية تتعلق بالنقرات الاحتيالية مقابل 90 مليون دولار أمريكي.
في أيار مايو 2011، ألغت جوجل إعلانًا على خدمتها الإعلانية اشترته مجموعة حقوقية إيرلندية تُدعى "أوقفوا الضوء الأزرق"، والتي تدافع عن حقوق العاملين في تجارة الجنس، مدعيةً أن الإعلان خالف سياسة الشركة من خلال "بيع خدمات جنسية للكبار". غير أن المجموعة هي حملة غير ربحية ولا تقدم مثل تلك الخدمات. وبعد احتجاج أعضاء المجموعة أمام مقر جوجل الأوروبي في دبلن وتقديم شكاوى مكتوبة، راجعت جوجل موقع المجموعة ووجدت أنه يعبر عن موقف سياسي، مما دفعها إلى إعادة الإعلان.
وفي حزيران/يونيو 2012، رفضت جوجل إعلانات حزب "الجنس الأسترالي" التي استُخدمت في حملة الانتخابات الفرعية لمقعد مدينة ملبورن، بحجة أن موقع الحزب يطلب التبرعات دون الإشارة إلى حالته كمؤسسة معفاة من الضرائب. وبعد أن قام الحزب بتحديث الموقع لإدراج هذه المعلومات، واصلت جوجل حظر الإعلانات. غير أن الإعلانات أُعيد تفعيلها عشية الانتخابات، بعد أن تناولت وسائل الإعلام القضية وأشار الحزب إلى إمكانية مقاضاة جوجل. وفي 13 أيلول/سبتمبر 2012، قدم الحزب شكاوى رسمية إلى وزارة العدل الأمريكية وهيئة المنافسة الأسترالية، متهمًا جوجل بـ"التدخل غير القانوني في سير انتخابات ولاية فكتوريا بنية فاسدة" في انتهاك لقانون الممارسات الأجنبية الفاسدة.
في كانون الأول/ديسمبر 2019، فرضت فرنسا غرامة على جوجل قدرها 150 مليون يورو بسبب تعليق حسابات معلنين على منصتها الإعلانية، معتبرة أن جوجل "استغلت موقعها المهيمن من خلال تبني قواعد غامضة وصعبة الفهم" والتي يمكنها تفسيرها وتعديلها حسب رغبتها.
وفي أوائل عام 2022، علّقت جوجل جميع مبيعات الإعلانات في روسيا ردًا على الغزو الروسي لأوكرانيا. وقد انضمت أكثر من ألف شركة روسية كانت قد اشترت إعلانات مدفوعة مسبقًا لم تنفّذ أو تُرد مبالغها، إلى إجراءات إفلاس الفرع الروسي لشركة جوجل.

## الخلافات

### الكلمات المفتاحية المحمية بعلامات تجارية
واجهت جوجل انتقادات للسماح لمعلني "إعلانات جوجل" بالمزايدة على كلمات مفتاحية محمية بعلامات تجارية. ففي عام 2004، بدأت جوجل بالسماح للمعلنين في الولايات المتحدة وكندا بالمزايدة على مجموعة واسعة من مصطلحات البحث، بما في ذلك العلامات التجارية لمنافسيهم، ثم وسعت هذه السياسة في مايو 2008 لتشمل المملكة المتحدة وأيرلندا. حتى عام 2023، كان يُمنع على المعلنين استخدام العلامات التجارية لشركات أخرى ضمن نصوص إعلاناتهم، في حال كانت العلامة مسجلة لدى فريق الدعم القانوني للإعلانات.
وفي مارس 2010، واجهت جوجل دعوى قضائية تتعلق بانتهاك علامات تجارية من ثلاث شركات فرنسية تملك حقوق علامة "لويس فويتون". تمحورت القضية حول ما إذا كانت جوجل مسؤولة عن شراء المعلنين لكلمات مفتاحية تنتهك حقوق العلامة التجارية. وفي النهاية، قضت محكمة العدل الأوروبية بأن استخدام جوجل لهذه الكلمات لا يُعد خرقًا لقوانين العلامات التجارية في الاتحاد الأوروبي، لكن محتوى بعض الإعلانات المرتبطة قد يُعد مخالفًا حسب طبيعة كل حالة.
وفي بعض الولايات القضائية الأمريكية، أثار استخدام اسم الشخص كمفتاح إعلاني دون موافقته مخاوف تتعلق بحق الخصوصية.
وفي عام 2013، قضت محكمة الاستئناف للدائرة العاشرة بأن شركة Lens.com لم تنتهك حقوق العلامة التجارية عند استخدامها اسم العلامة المسجلة لمنافستها "1-800 Contacts" كمفتاح إعلاني. وفي أغسطس 2016، قدمت لجنة التجارة الفيدرالية شكوى ضد شركة "1-800 Contacts" بتهمة تقييد المنافسة بشكل غير قانوني من خلال ممارساتها في إنفاذ العلامات التجارية الإعلانية، إلا أن الشركة أنكرت ارتكاب أي مخالفات.

### حظر دعم تكنولوجيا المعلومات
في عام 2018، طبقت جوجل سياسة جديدة تقيد الإعلانات المتعلقة بدعم المستهلكين التقني، والتي تشمل خدمات استكشاف الأعطال وإصلاحها، والأمان، وإزالة الفيروسات، والاتصال بالإنترنت، والدعم المرتبط بالحسابات الإلكترونية، وتثبيت البرمجيات. وصرح ديفيد غراف، مدير سياسات المنتجات العالمية في جوجل، بأن هذه السياسة تهدف إلى “مواجهة الاستغلال والنشاط الاحتيالي” من قبل مزودي الدعم التقني من الأطراف الثالثة، مع الإشارة إلى أن برنامج تحقق للمزودين الموثوقين سيُطلق لاحقًا،وهو ما لم يتم تحقيقه حتى الآن. وقد أدى تطبيق هذه السياسة فعليًا إلى حظر شامل لخدمات الدعم والصيانة التقنية عبر منصة إعلانات جوجل. وأعرب بعض المراقبين عن قلقهم من أن هذا الإجراء قد يحد من حق المستهلكين في إصلاح أجهزتهم الإلكترونية .

### استخدام شركات الوقود الأحفوري للإعلانات لتلميع صورتها
تُعتبر شركات الوقود الأحفوري، والممولون، ووكالات العلاقات العامة مثل إكسون موبيل، وشل، وأرامكو، وماكنزي، وغولدمان ساكس من بين أكبر عملاء إعلانات جوجل. وأظهرت دراسة مشتركة بين صحيفة “الغارديان” ومنظمة InfluenceMap أن واحدة من كل خمس إعلانات متعلقة بالمناخ، مثل مفاهيم “الحياد الكربوني” و”التقاط الكربون”، كانت ممولة من قبل شركات الوقود الأحفوري. كما ظهرت إعلانات شركة “شل” في 86٪ من نتائج البحث عن عبارة “صفر انبعاثات”.
وكشفت دراسة أخرى أن أكثر من نصف المستخدمين في عام 2020 لم يتمكنوا من التمييز بين نتائج البحث العادية وإعلانات جوجل.
وأوضحت منظمة InfluenceMap أن “جوجل تسمح للجهات ذات المصلحة في استمرار استخدام الوقود الأحفوري بالتمويل بهدف التأثير على المعلومات التي يتلقاها المستخدمون أثناء محاولتهم التثقيف الذاتي”، مضيفة أن “قطاع النفط والغاز لم يعد يعارض العلم المتعلق بتغير المناخ، بل يسعى حاليًا إلى التأثير على النقاش العام حول إزالة الكربون بما يخدم مصالحه”.

### العيادات المناهضة للإجهاض
كشف تقرير صادر عن مشروع الشفافية التقنية أن النساء في الأحياء منخفضة الدخل في المدن الأمريكية أكثر عرضة لاستهدافهن من قبل “مراكز الحمل في الأزمات” المناهضة للإجهاض، مقارنةً بالنساء في المناطق ذات الدخل المرتفع. وغالبًا ما تقدم هذه المراكز نفسها كمرافق طبية تقدم خدمات مرتبطة بالحمل، لكنها في الواقع لا توفر خدمات الإجهاض، بل تسعى إلى إقناع النساء بعدم إجرائه.
أُجري البحث في مدن أتلانتا وميامي وفينيكس، مع تقسيم المناطق إلى ثلاث فئات دخل مختلفة. وأظهرت النتائج أن مدينة فينيكس سجّلت زيادة بنسبة 16٪ في توصيات مراكز الحمل في الأحياء ذات الدخل المنخفض إلى المتوسط، مقارنةً بفارق 49٪ عند المقارنة مع المناطق ذات الدخل المرتفع.

### تمويل المعلومات المضللة وخطاب الكراهية
أظهرت دراسة لمركز مكافحة الكراهية الرقمية أن موقع "ذا غيتواي بانديت"، وهو موقع أمريكي يميني متطرف معروف بنشر الأخبار الكاذبة، حصل على ما يصل إلى 1.1 مليون دولار من عائدات إعلانات جوجل بين نوفمبر 2020 ويوليو 2021. وتمت إزالة إعلانات جوجل من الموقع في سبتمبر 2021، وذلك قبل بث وثائقي فرنسي واجه فيه أحد ممثلي جوجل بطبعات لإعلانات ظهرت على الموقع.
وفي أكتوبر 2022، أفادت منظمة بروبوبليكا أن إعلانات جوجل شكلت مصدرًا رئيسيًا لتمويل مواقع تنشر معلومات مضللة في أفريقيا وأوروبا وأمريكا اللاتينية، بما في ذلك ترويج مزاعم كاذبة للرئيس البرازيلي جايير بولسونارو بشأن نزاهة الانتخابات، ومعلومات خاطئة عن كوفيد-19 وتغير المناخ في البلدان الناطقة بالفرنسية والألمانية والإسبانية.
وفي مايو 2024، أفادت منظمة Check My Ads أن جوجل تُمول موقع "أوب إنديا"، وهو موقع هندي يميني متطرف معروف بالترويج لنظريات المؤامرة وخطابات الكراهية المعادية للمسلمين، وذلك خلال فترة الانتخابات في الهند.